# John Aikin
John Aikin, né à Kibworth Harcourt (Leicestershire) le 15 janvier 1747 et décédé le 7 décembre 1822 à Stoke Newington près de Londres, est un médecin et écrivain britannique. Il est le père d'Arthur Aikin.

## Biographie
Médecin à Yarmouth (Norfolk) lors de la Révolution française, il parla contre les actes qui excluaient les presbytériens des emplois publics et s'établit à Londres en 1792. De 1796 à 1806, il dirigea le Monthly Magazine.

## Publications
- Observations sur les hôpitaux, Briand (Paris ; Londres),  1788, Texte disponible en ligne sur LillOnum

## Œuvres
- Observations on the external use of preparations of lead, with some general remarks on topical medicines, 1772
- Biographical memoirs of medicine in Great Britain from the revival of literature to the time of Harvey, 1780
- England delineated, or, A geographical description of every county in England and Wales. With a concise account of its most important products, natural and artificial : for the use of young persons, 1790
- A view of the character and public services of the late John Howard, Esq. LL.D. F.R.S., 1792
- Miscellaneous pieces, in prose, by John Aikin, M.D. and Anna Laetitia Barbauld (1792)
- General Biography, or lives, critical and historical, of the most eminent persons of all ages, countries, conditions, and professions, arranged according to alphabetical orde. Chiefly composed by John Aikin, M.D. and the late Rev. William Enfield, L (10 volumes, 1799 and completed in 1815)
  - Volume the first
  - Volume the second
  - Volume the third
  - Volume the fourth
  - Volume the fifth
  - Volume the sixth
  - Volume the seventh
  - Volume the eighth
  - Volume the ninth
  - Volume the tenth
- Essai sur la composition des chansons
- Pièces diverses en prose (1775)
- Lettres d'un père à son fils (Letters from a father to his son, on various topics, relative to literature and the conduct of life) (1794)
- A Description of the Country from Thirty to Forty Miles Round Manchester (1795)
- Les Soirées au logis, ou l'ouverture du porte-feuille de la jeunesse : renfermant un mélange de pièces diverses pour l'instruction des jeunes personnes, Genève, Paschoud (1797) (Evenings at Home (1792–95))
- A Description of the Country from Thirty to Forty Miles Round Manchester (1795) (dont parle Karl Marx).
- Essays on songwriting. With a collection of such english songs as are most eminent for poetical merit by John Aikin. A new edition, with additions and corrections, and a supplement, by R.H. Evans. 1810
- A View of the Life, Travels, and Philanthropic Labours of the Late John Howard, 1814
- Annals of the Reign of George III (1816)
- Select Works of the British Poets (1820)
- The calendar of nature: designed for the instruction and entertainment of young persons, 1822
- Memoir of John Aikin, M.D. Vol. I; Vol II, 1823. By Lucy Aikin
- The Juvenile Budget Re-opened: Being Further Selections from the Writings of Doctor John Aikin, 1847

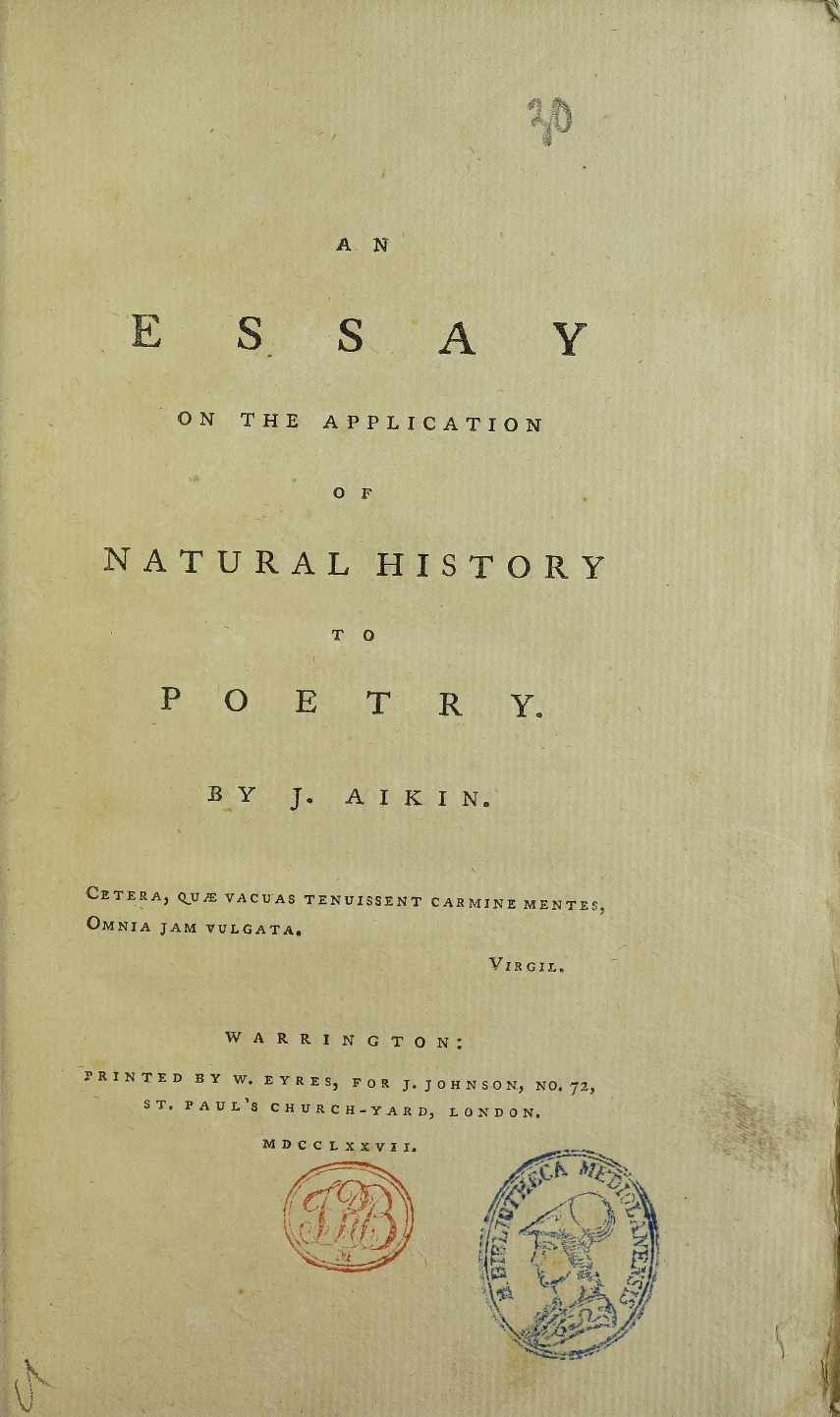
Essay on the application of natural history to poetry, 1777